# Deutsch-indisches Migrations- und Mobilitätsabkommen
Das deutsch-indische Migrations- und Mobilitätsabkommen (Abkommen zwischen der Regierung der Bundesrepublik Deutschland und der Regierung der Republik Indien über eine umfassende Migrations- und Mobilitätspartnerschaft) wurde am 5. Dezember 2022 in Neu-Delhi durch die Außenminister der beiden Länder unterzeichnet.
Indien ist das größte Herkunftsland hoch qualifizierter Zuwanderer in der OECD. Landessprachlich bedingt sind die Zielländer dabei überwiegend englischsprachig. Das Abkommen soll helfen, Deutschland zur Bekämpfung des Fachkräftemangels für Inder attraktiver zu machen.
Zur Bekämpfung der irregulären Migration und des Menschenhandels sieht das Abkommen klare Verfahren für die Rückkehr ausreisepflichtiger indischer Staatsangehöriger vor.

## Inhalt
Nach den allgemeinen Zielen in Teil 1 wird in Teil 2 die Zusammenarbeit bei zeitlich befristeter Migration behandelt. In Teil 3 (Artikel 3 bis 11) werden die Mobilität von Studierenden, Auszubildenden, Freiwilligen und Wissenschaftlern; Migration aus Gründen der beruflichen Bildung und aus wirtschaftlichen Gründen und die berufliche Aus- und Weiterbildung behandelt. In Teil 4 (Artikel 12 bis 15) wird die Zusammenarbeit bei der Rückkehr von Ausreisepflichtigen und im Kampf gegen irreguläre Migration, Menschenhandel und Dokumenten- und Visumbetrug vereinbart. Teil 5 enthält die Schlussbestimmungen.